# U 19 (тип підводних човнів Німеччини)
| SM U-19                                           | | |
|                                                   | | |
| Човен U 19 в першому ряді, другий з лівої сторони | | |
| Під прапором                                      | Німецька імперія | Німецька імперія |
| Спуск на воду                                     | 1912 (4 човни) | 1912 (4 човни) |
| Виведений зі складу флоту                         | 1916—1919 | 1916—1919 |
| Проєкт                                            | | |
| Тип ПЧ                                            | German Type U 19 submarine | German Type U 19 submarine |
| Розробник проєкту                                 | Kaiserliche Werft Danzig, Данціґ                                                                                                  | Kaiserliche Werft Danzig, Данціґ                                                                                                  |
| Вартість                                          | 2450000 марок | 2450000 марок |
| Основні характеристики                            | | |
| Швидкість (надводна)                              | 15,4 вузлів (28,5 км/год) | 15,4 вузлів (28,5 км/год) |
| Швидкість (підводна)                              | 9,5 вузлів (17,6 км/год) | 9,5 вузлів (17,6 км/год) |
| Робоча глибина занурення                          | 30 | 30 |
| Гранична глибина занурення                        | 50 м | 50 м |
| Автономність плавання                             | 50 діб, 9700 морських миль (18000 км) при швидкості 15 км/год, в підводному положенні — 80 м.миль (150 км) при швидкості 9 км/год | 50 діб, 9700 морських миль (18000 км) при швидкості 15 км/год, в підводному положенні — 80 м.миль (150 км) при швидкості 9 км/год |
| Екіпаж                                            | 35 осіб (4 офіцери) | 35 осіб (4 офіцери) |
| Розміри                                           | | |
| Довжина найбільша (по КВЛ)                        | 64,15 м | 64,15 м |
| Ширина корпусу найб.                              | 6,1 м | 6,1 м |
| Середня осадка (по КВЛ)                           | 3,58 м | 3,58 м |
| Водотоннажність надводна                          | 650 (720) т | 650 (720) т |
| Озброєння                                         | | |
| Артилерія                                         | 1х1,5" (37-мм) Hotchkiss; 1х 3,5" (88-мм) SK L/30; 1ї4" (105-мм) SK L/45 палубні гармати.                                         | 1х1,5" (37-мм) Hotchkiss; 1х 3,5" (88-мм) SK L/30; 1ї4" (105-мм) SK L/45 палубні гармати.                                         |
| Торпедно- мінне озброєння                         | 2 носових і 2 кормових ТА калібру 20" (500-мм). 9 торпед                                                                          | 2 носових і 2 кормових ТА калібру 20" (500-мм). 9 торпед                                                                          |
| Зображення на Вікісховищі                         | | |

 U 19 (тип підводних човнів Німеччини)  — німецький підводний човен і головний човен однойменного типу ВМФ Німецької імперії, у складі 4 човнів. Замовлені 25 листопада 1910 року, переданий флоту в 1913 році. В часи Першої світової війни були в числі 329 підводних човнів німецької імперії, котрі брали участь в бойових діях.
Човен типу SM U-19 потопив 4 кораблі супротивників, загальним тоннажем 29600 тон.
Човен типу SM U-20 потопив кораблів і суден супротивників, загальним тоннажем 113580 тон в тому числі два лінкори і два крейсери.
Човен типу SM U-21 потопив 36 кораблів і суден супротивників, загальним тоннажем 144300 тон.
Човен типу SM U-21 потопив кораблів і суден супротивників, загальним тоннажем 46583 тон, пошкодив 3 судна загальним тоннажем 9044 тон і захопив одне судно у 1170 тон.
Цей тип підводних човнів був продовженням вдосконалення човна типу U 17. Відрізнявся значно більшим тоннажем, більшою довжиною, більшою дальністю плавання, тривалішим часом перебування в підводному положенні, за рахунок збільшення ємності електроакумуляторів, й значно потужнішим артилерійським озброєнням, де до 105-мм палубної гармати були додані ще дві гармати калібру 88-мм і 37-мм). Була збільшена потужність енергетичної установки, де вперше були встановлені дизельні двигуни. Також були встановлені нові торпедні апарати більшого калібру (500-мм) і з більшим боєзапасом торпед (9 торпед).

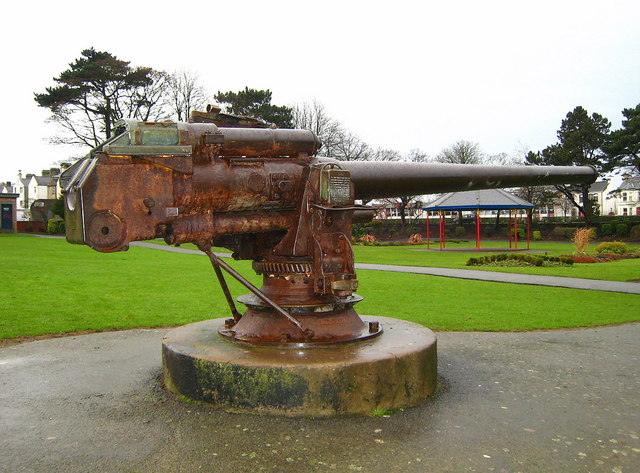
<centerПалубна гармата головного калібру (105-мм) з човна U-19, сучасний музейний експонат

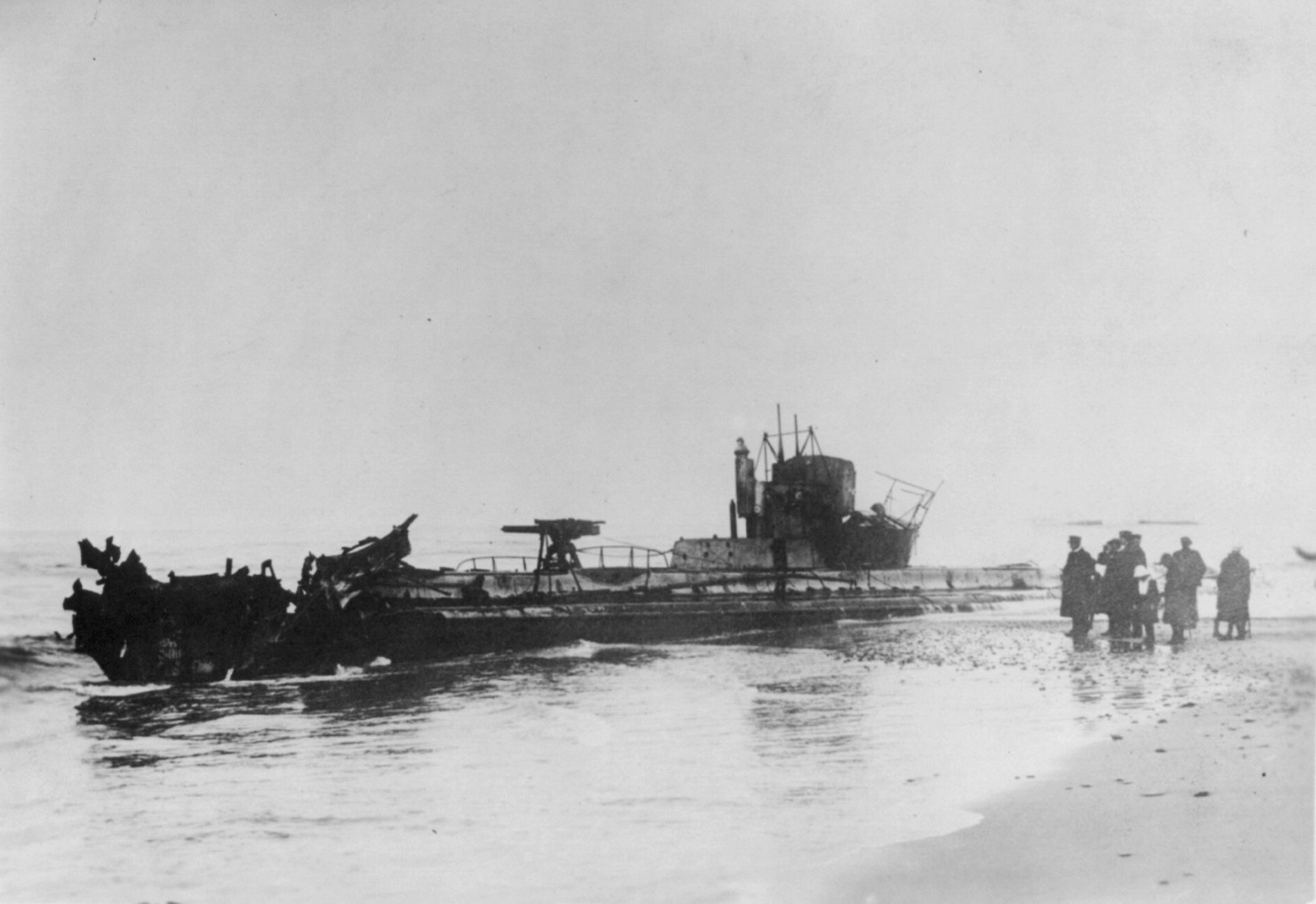
Човен U-20 біля берега Данії, з підірваним носовим торпедним відсіком.

## Представники
| Назва   | Завод                    | Закладений  | Спущений на воду | Переданий флоту | Виведений з флоту | Утилізований |
| ------- | ------------------------ | ----------- | ---------------- | --------------- | --- | ------------ |
| SM U-19 | Kaiserliche Werft Danzig | 20.10. 1911 | 10.10.1912       | 6.07.1913       | 24.11.1918, після війни був переданий Великій Британії, гармату головного калібру було подаровано мешканцям Bangor, котра сьогодні є виставлена як музейний експонат. | 1920         |
| SM U-20 | Kaiserliche Werft Danzig | 7.11.1911   | 18.12.1912       | 5.08.1912       | 4.11.1916, човен сів на ґрунт на узбережжі Данії, через проблеми з двигунами. Наступного дня екіпаж підірвав носову частину човна                                     |              |
| SM U-21 | Kaiserliche Werft Danzig |             | 8.02.1913        | 22.10.1913      | 22.02.1919, після війни був переданий Великій Британії | 1920         |
| SM U-22 | Kaiserliche Werft Danzig | 14.11.1911  | 6.03.1913        | 25.11.1913      | 1.12.1918, після війни був переданий Великій Британії | 1920         |

## Ресурси інтернету
- uboat.net Fotogalerie [Архівовано 25 грудня 2015 у Wayback Machine.]
- Photos of cruises of German submarine U-54 in 1916—1918. [Архівовано 16 січня 2020 у Wayback Machine.] Great photo quality, comments in German.
- A 44 min. film from 1917 about a cruise of the German submarine U-35. A German propaganda film without dead or wounded; many details about submarine warfare in World War I.
- Uboat.net: [Архівовано 15 червня 2010 у Wayback Machine.] More detailed information about U-19.
- Room 40: original documents, photos and maps about World War I German submarine warfare and British Room 40 Intelligence from The National Archives, Kew, Richmond, UK.